# 小山鎮男
小山 鎮男（こやま しずお、1939年2月13日 - ）は、日本の元囲碁棋士。東京都出身、日本棋院東京本院所属、八段。小山竜吾七段は息子、小山空也七段は孫にあたる。テレビのクイズ番組の解答者としても活躍し、現存する最古のクイズサークル「ホノルルクラブ」を創設した。

## 経歴
1965年（昭和40年）に入段、1966年（昭和41年）に二段、1967年（昭和42年）に三段、1968年（昭和43年）に四段、1971年（昭和46年）に五段、1977年（昭和52年）に六段、2004年（平成16年）に七段。2005年（平成17年）に八段。
NHK教育テレビの『囲碁の時間』で囲碁講座の講師を務めるなど、囲碁の普及に尽力し、1996年（平成8年）に日本棋院から普及功労賞を贈られた。
1999年（平成11年）には、第25期天元戦本戦入りを果たしたものの、棋士としてのタイトルには縁がないまま八段になったその年に引退した。
2017年（平成29年）に大倉喜七郎賞受賞。

## クイズ番組出演
棋士としての活動の傍ら、テレビのクイズ番組に一般参加者として多数出場。1970年に「クイズグランプリ」でヨーロッパ旅行、「アップダウンクイズ」でハワイ旅行など、幾多の優勝歴を持つ。その実績が買われ「連想ゲーム」には棋士として解答者になったこともある。1972年には6人のクイズ番組優勝経験者と共にクイズ専門のサークル「ホノルルクラブ」を旗揚げし、その初代会長を務めた。
『囲碁クラブ』誌では1977-79年に「小山クイズコーナー」を連載。

## おもな著書
- 実戦TVクイズ必勝法 : あなたも出場してバッチリ100万円、実業之日本社 1975年
- クイズ大学入試問題、大陸書房 1977年 （ムーブックス）
- 戦いのあの手この手、日本放送出版協会 1979年 （NHK囲碁講座）
- NHKでおなじみ小山六段のクイズ式初段突破法、棋友社 1980年 （棋友社初段シリーズ 5）
- 絵で見てわかる初めての囲碁入門 : ゲームのルールから序盤の打ち方・手筋まで、池田書店 1995年 ISBN 4-262-10456-7
- 右脳で囲碁! : 明快・小山囲碁教室、日本棋院 1999年 （日本棋院の囲碁読本 4） ISBN 978-4818204188